# Campionati europei di dressage 1987
I Campionati europei di dressage 1987 si sono svolti a Leicester, in Gran Bretagna. 

## Podi
| Evento           | Oro                | Argento                | Bronzo       |
| Gara individuale | Margit Otto-Crépin | Ann-Kathrin Linsenhoff | Jo Hinnemann |
| Gara a squadre   | Germania Ovest     | Svezia                 | Paesi Bassi  |

## Medagliere
| Posiz. | Nazione        | Oro | Argento | Bronzo | Totale |
| ------ | -------------- | --- | ------- | ------ | ------ |
| 1      | Germania Ovest | 1   | 1       | 1      | 3      |
| 2      | Francia        | 1   | 0       | 0      | 1      |
| 3      | Svezia         | 0   | 1       | 0      | 1      |
| 4      | Paesi Bassi    | 0   | 0       | 1      | 1      |
| Totale | Totale         | 2   | 2       | 2      | 6      |